# The Danny B. Blues Band
The Danny B. Blues Band je kanadská hudební skupina, která hraje hudbu stylu blues, kombinovanou se swingem a jazzem. Jejím zakladatelem je kanadský zpěvák a harmonikář Danny B. (to je jeho umělecký pseudonym, jeho skutečné jméno je Danny Balaka). Skupina vystupuje již více než 35 let, avšak své první album Much Too Late vydala teprve v roce 1997.